# Кађоле (Сијена)
Кађоле је насеље у Италији у округу Сијена, региону Тоскана.
Према процени из 2011. у насељу је живело 24 становника. Насеље се налази на надморској висини од 372 м.